# فضيحة قصور للاعتداء الجنسي على الأطفال

مقاطعة كاسور البنجاب

فضيحة قصور للاعتداء الجنسي على الأطفال هي سلسلة من الاعتداءات الجنسية على لأطفال التي وقعت في قرية حسين خانوالا في مقاطعة قصور، في البنجاب باكستان، وقعت السلسلة منذ عام 2006 إلى عام 2014، وبلغت ذروتها في فضيحة سياسية كبرى في عام 2015. بعد اكتشاف مئات مقاطع الفيديو التي تظهر الأطفال الذين يقومون بأعمال جنسية قسرية، قدرت المنظمات الإعلامية الباكستانية أن ما بين 280 إلى 300 طفل معظمهم من الذكور كانوا ضحايا للاعتداء الجنسي. تضمنت الفضيحة قيام المنظمة الإباحية المعتدية ببيع المواد الإباحية التي صورة مع الأطفال إلى مواقع إباحية على الإنترنت، ومن ثم ابتزاز أقارب الضحايا.
تسببت الفضيحة في غضب على مستوى البلاد، من بين المزاعم تلك القائلة بأن شرطة البنجاب ومالك أحمد سعيد خان عضو قصور في مجلس المقاطعة من الرابطة الإسلامية الباكستانية الحاكمة قد شاركوا في محاولة للتستر على الانتهاكات.
استشهد بالفضيحة كل من وكالات الأنباء والدوائر الحكومية، ووصفوها بأكبر فضيحة لإساءة معاملة الأطفال في تاريخ باكستان. إلى جانب الإدانة العلنية الواسعة النطاق، أصدر 50 من علماء الدين وعلماء الأمة الباكستانيين فتوى لتطبيق عقوبة الإعدام على المذنبين، وطالبوا الحكومة بتعزية الضحايا ووالديهم.

## الإساءة
أصدر الصحفي أشرف أشرف جافيد مراسل فريق «ذا نيشن» تقرير قال فيه أن عصابة مكونة من 20 إلى 25 رجلاً زعم أنهم قاموا بتصوير ما يصل إلى 400 شريط فيديو عن الاعتداء الجنسي على الأطفال، شارك فيه 280 طفلاً على الأقل من قرية حسين خانوالا في قصور. في إحدى الحالات تم ابتزاز والد أحد الضحايا بدفع 1.2 مليون روبية باكستانية للمعتدين، والذين هددوا بنشر شريط فيديو عن اغتصاب ابنه.

## تورط الشرطة

### اشتباك بين الشرطة والمحتجين
في 8 أغسطس 2015 اشتبك قرويون من حسين خانوالا والقرى المجاورة مع رجال الشرطة في قرية دولايوالا على طول طريق ديبالبور، بعد احتجاجهم على فشل الشرطة في إيقاف عصابة الاعتداء. طوقت الشرطة الطرق المؤدية إلى القرية لإيقاف المتظاهرين، عندما حاولت إحدى وحدات الشرطة إيقاف الغوغاء بقيادة موبين أحمد، رُشق الأخير بالحجارة. قامت الشرطة باطلاق الغازات المسيلة للدموع واستخدمت الهراوات وفرقت الحشد، مما أدى إلى إتلاف المركبات الرسمية على طريق ديبالبور. أصيب 15 محتجا في الاشتباك.

## رد فعل الحكومة

### جدال رنا سناء الله
جاء البيان الأولي لحكومة البنجاب من وزيرة القانون في البنجاب رنا سناء الله في 8 أغسطس 2015، والتي ذكر أن لجنة تحقيق حكومية خلصت إلى أنه لم يتم الإبلاغ عن أي حالة من حالات الاعتداء الجنسي على الأطفال. قال سناء الله إن «التقارير بهذا المعنى ظهرت بعد أن سجل طرفان متورطان في نزاع على الأرض» حالات وهمية «ضد بعضهم البعض.»

### رد فعل رئيس الوزراء
في 9 أغسطس 2015 أمر رئيس وزراء البنجاب شهباز شريف وزارة الداخلية البنجابية أن تطلب من رئيس محكمة لاهور العليا منصور أحمد مالك تشكيل تحقيق قضائي في قضية الاعتداء الجنسي. في اليوم التالي رفض رئيس القضاة الطلب، ملاحظًا أن شرطة البنجاب كانت تحقق بالفعل في القضية، وبالتالي لم تكن هناك حاجة إلى لجنة قضائية منفصلة.